# Islam en Inde
 (avril 2023).
 (avril 2023).
Motif : Voir la page de discussion de l'article.

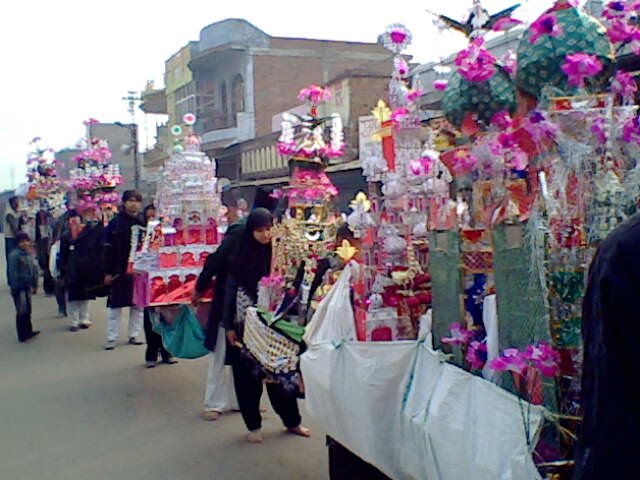
procession chiite indienne pour la fête de l’achoura, à Barabanki, en 2009.

L’islam, en Inde, est la deuxième religion après l’hindouisme. D'après le recensement de 2011, 16,2 % de la population indienne est musulmane, soit environ 200 millions de personnes. Après l’Indonésie et le Pakistan, l’Inde est le troisième pays ayant la communauté musulmane la plus importante.
Depuis son introduction en Inde au début du VIIIe siècle, l’islam a contribué à de nombreux apports à la culture, à la société et à la vie politique indienne. Après l'Indépendance, il y eut aussi des conflits entre musulmans et hindous en Inde. La raison principale est que la cessation britannique de l’Inde en 1947 a eu pour conséquence un déplacement de populations musulmanes dans le nouvel État du Pakistan puis du Bangladesh, de façon que ces deux pays soient majoritairement musulmans et basés sur la charia tandis que l’Inde restait majoritairement hindoue et basée sur la laïcité. L’opposition religieuse entre l'Inde et le Pakistan est un facteur essentiel des relations entre les deux pays, alors qu’en Inde même, des conflits parfois violents persistent entre des membres des deux religions.

## Histoire

### Premiers contacts et premières conquêtes
- Conquêtes musulmanes des Indes

La région du Kerala a été la première à voir s'établir des marchands musulmans, quelques années déjà après la mort de Mahomet (m. 632). Une légende rapporte qu'une première mosquée aurait été bâtie par Malik Deenar (en) dès 629 à Methala (actuelle Cranganore) : la Cheraman Juma Mosque (en). En 642, une première mosquée est élevée à Kasaragod (en). La pénétration de l'islam dans la région est facilitée par la présence des chrétiens de saint Thomas qui continuaient à respecter les interdits alimentaires du judaïsme et pour qui Jésus était le Messie, mais pas le fils charnel de Dieu (ce qui rejoint en partie les enseignements du Coran).
Mais l'islam progresse aussi par les armes. L’expansion des armées musulmanes arabes vers l'est est marquée par la victoire sur l’empire perse des Sassanides au milieu du VIIe siècle. En 712, sur ordre de Al-Hajjaj ben Yusef (661-714), gouverneur omeyyade de l'Irak, le jeune Muhammad ibn al-Qasim (681-717) conquiert le Sind et le Pendjab (Pakistan), dont la ville de Multan. En 712, ils atteignent le fleuve Indus, qui marque la frontière avec le monde indien. Très vite, des contacts commerciaux se développent entre Arabes et Indiens, et les ports indiens de la côte ouest joueront un rôle prépondérant dans ce développement. Toutefois, les contacts sont plus tendus dans la partie supérieure de l'Indus. Là, les forces musulmanes de Perse sont en conflit permanent dans le Sind, sans le moindre gain territorial.
Dans ce mouvement de conquête, la dynastie turque des Ghaznévides, qui tire son nom de la ville de Ghazna (actuel Afghanistan), occupe une place importance particulière. Elle est fondée en 998 par Mahmûd de Ghaznî (m. 1030), dont les troupes vont lancer pas moins de dix-sept campagnes dans la vallée de l’Indus. Avec leurs éléphants, les envahisseurs se montrent largement supérieurs à l'armée indienne, composée uniquement de fantassins. La dynastie Ghaznévide réussit ainsi à s’assurer la domination du Penjab, et elle atteint alors son apogée culturelle : témoins le poète Ferdowsi (m. vers 1020) et le mathématicien et philosophe Al-Biruni (m. vers 1050). À côté des affrontements guerriers, des échanges culturels ont aussi lieu.
Dans un premier temps, les campagnes des Ghaznavides ont toutefois représentés un phénomène plutôt marginal du point de vue indien, avant d'être mises, au début du XIIe siècle, au service d'un objectif de conquête générale. Mais en 1186, une nouvelle dynastie, les Ghurides, renverse les Ghaznévides, et en 1192, à la bataille de Taraori, Muhammad Ghûrî parvient à défaire une confédération d'Indiens Râjputs menée par le prince de Delhi, Prithviraj III. Muhammad Ghûrî entre alors dans Delhi. Mais en 1206, il est assassiné par son général, Qûtb-ud-Dîn Aibak, qui fonde le sultanat de Delhi et règne sur l'Indus.

### 1206-1526: le sultanat de Delhi

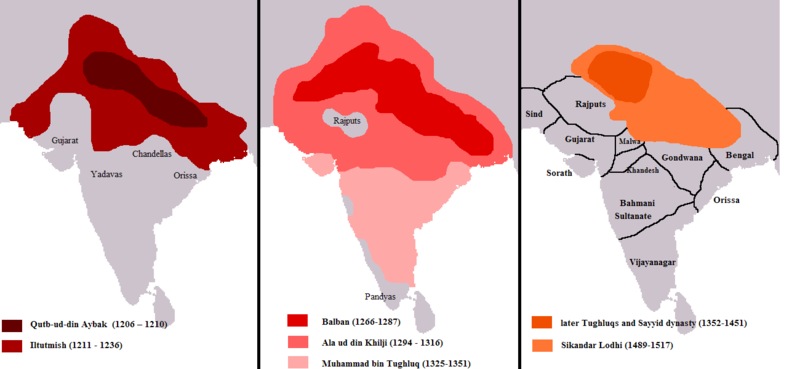
Évolution territoriale du sultanat de Delhi.

Cette période va connaître différentes cinq dynasties : les « sultans-esclaves » (1206-1290), qui règnent à Delhi; les deux dynasties turques des Khalji (1290-1320) (Delhi) et des Tughluq (1320-1414); les Lodi, à Delhi (1451-1526); les Bahmanides (1347-1518), dynastie née à la suite d'une révolte contre le sultan de Delhi, et qui fit de Daulatabad (Deccan) sa capitale. La chute de ce sultanat donna naissance aux différents sultanats du Deccan ,.
Vers 1230, le sultanat de Delhi contrôle le territoire au nord de la Narmada, alors que dans le sud, tandis que des princes hindous indépendants parviennent à se maintenir dans le sud du sous-continent — une division en deux parties qui devait se retrouver dans la période suivante. Les sultans encouragèrent l'expansion de l’islam et mirent en place un système de gouvernement strict, dont la caractéristique principale était l'octroi de vastes territoires en tant que fiefs (jaghir) à des chefs méritants. Cette façon de procéder garantissait aussi un certain contrôle sur les grands du royaume.

Les commerçants arabo-indiens vivaient dans une relative aisance et le monde arabe profitait du développement des échanges avec l’Inde. En revanche, les paysans et les ouvriers vivaient pour la plupart dans la misère, parce qu'ils devaient, par exemple, verser la moitié de leurs revenus sous forme d'impôts sous le sultan Ala ud-Din Khalji. Pour des raisons religieuses, de nombreux monastères et temples hindous furent détruits, ainsi que leurs livres sacrés. En outre, les hindous devaient payer la jizya, l’impôt qui frappait les non musulmans, ce qui nourrit la haine envers les conquérants. le sultan Muhammad ibn Tughluq, au pouvoir depuis 1325, entreprit de soumettre également les royaumes hindous qui étaient encore présents. En quelques années, il réussit à conquérir l'ensemble du sous-continent, mais peu de temps après, il s'avéra que cette victoire avait trop sollicité les ressources du sultanat. On vit alors la création, au Bengale en 1338, d'un autre sultanat, et en 1347 d'un troisième, dans l’actuel État du Maharashtra : le sultanat Bahmani.
.

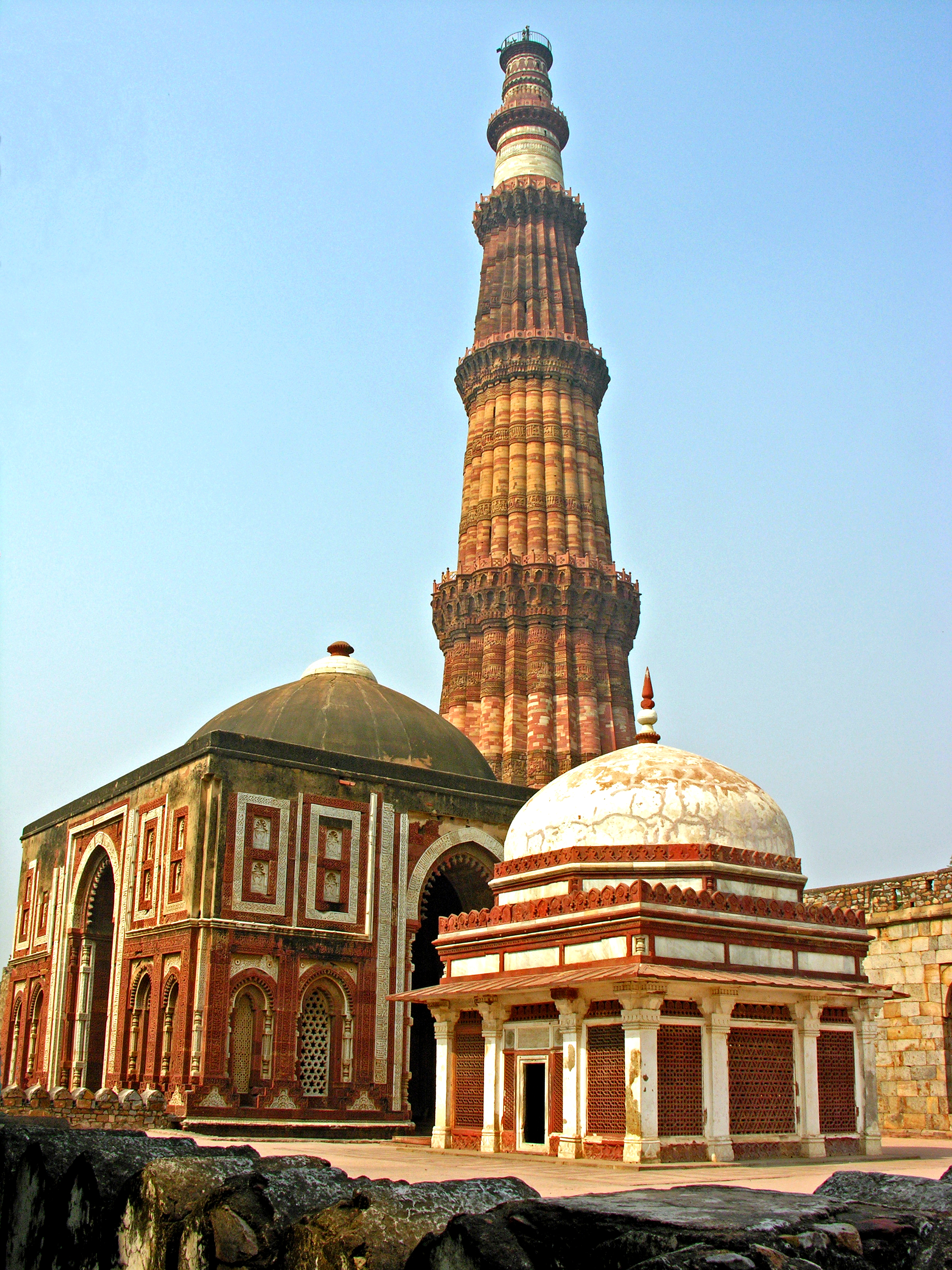
La mosquée Quwwat ul-Islam et son célèbre minaret, à Delhi

Cependant, le royaume de Vijayânaga, symbole de la résistance hindoue contre les musulmans, devenait de plus en plus puissant. Le sultan Fîrûz Shâh Tughlûq (m. 1388) essaya d'enrayer le déclin du pouvoir islamique en Inde par des réformes. Il fonda dans le Deccan, une nouvelle capitale, Firozabad, soutint l’économie, et revint sur certaines mesures particulièrement hostiles aux hindous prises par ses prédécesseurs. Le déclin du sultanat ne put pourtant qu’être différé. En 1398, le souverain mongol Tamerlan envahit le sultanat, et les hindous en profitèrent pour proclamer des États indépendants au Gujarat, à Malwa et à Jaunpur, de sorte que les sultans de Delhi ne régnèrent plus guère que sur la ville de Delhi elle-même durant les premières décennies du XVe siècle.
Pour voir un rétablissement effectif de la domination musulmane, il fallut attendre l'intervention d'une puissance extérieure, en 1526, menée par Babur, un arrière-petit-fils de Tamerlan et Prince déchu du Royaume de Ferghana. Babur vainquit le sultan de Delhi Ibrahim Lodi, en profitant de la supériorité de son artillerie à la bataille de Panipat. Ce fut le début de l'Empire moghol, qui devait durer jusqu'à la domination britannique.

### 1526-1857: l'Empire moghol
Après la prise de Delhi en 1526, Babur conquit progressivement le nord-ouest de l'Inde. Ses successeurs de la dynastie moghole poursuivirent son action et à son apogée, à la mort d'Aurangzeb (1707), l'Empire moghol s'étendait la majeure partie du sous-continent indien; seule la pointe sud échappait à son contrôle.
Humayun, le successeur de Bâbur, dut faire face à une vive résistance des hindous. Mais le règne de son fils Akbar (r. 1556-1605), est considéré comme l'un des points culminants de l'empire moghol. Akbar vainquit les hindous lors de la deuxième bataille de Panipat en 1556. Il est célèbre pour sa politique religieuse tolérante et ses réformes administratives, qui ont conduit à la paix, à la prospérité et à l'essor des villes dans une grande partie de l'Inde du Nord. L'empire moghol réussit à établir un règne plus stable que celui du sultanat de Delhi, car désormais le gouvernement se faisait davantage sur des bases politiques que religieuses.
En 1563, l'impôt spécial sur les hindous fut abrogé, et des mesures furent prises pour permettre aux hindous l’accès au service de l'État (ainsi, au début du XVIIe siècle, le premier ministre de la région Malwa était hindou). On vit aussi une augmentation des mariages entre princesses hindoues et notables musulmans. En 1583, Akbar proclama un édit de tolérance religieuse dans une société dont la diversité religieuse croissait. Les conflits ne cessèrent pas complètement pour autant: au sud, notamment, les conflits se poursuivaient avec certains États hindous indépendants. Toutefois, le règne d'Akbar appliqua le principe de la tolérance, et développa une forme de syncrétisme religieux, le Dîn-i-Ilâhî.
Avec la création de comptoirs portugais le long de la côte depuis l’arrivée de Vasco de Gama, le christianisme trouva de nouveaux adeptes en Inde, pendant qu’à l’intérieur de l’hindouisme, de nouvelles sectes se formaient, ainsi que des courants syncrétistes islamo-hindous. Dans le Nord de l’Inde, Râmânanda propagea au début du XVe siècle le mouvement de la bhakti, qui était aussi ouvert aux musulmans. Ce mouvement critiquait les pratiques toujours plus protocolaires des temples hindous, au profit de l’établissement d'une relation des croyants à Dieu sans intermédiaire humain. L’élève de Râmânanda, Kabir, combina vers 1500 le monothéisme musulman avec l’enseignement du karma. Le soufisme joua aussi un rôle non négligeable, car ce courant mystique aux contenus moins orthodoxes était plus acceptable pour de nombreux hindous que la doctrine islamique traditionnelle.

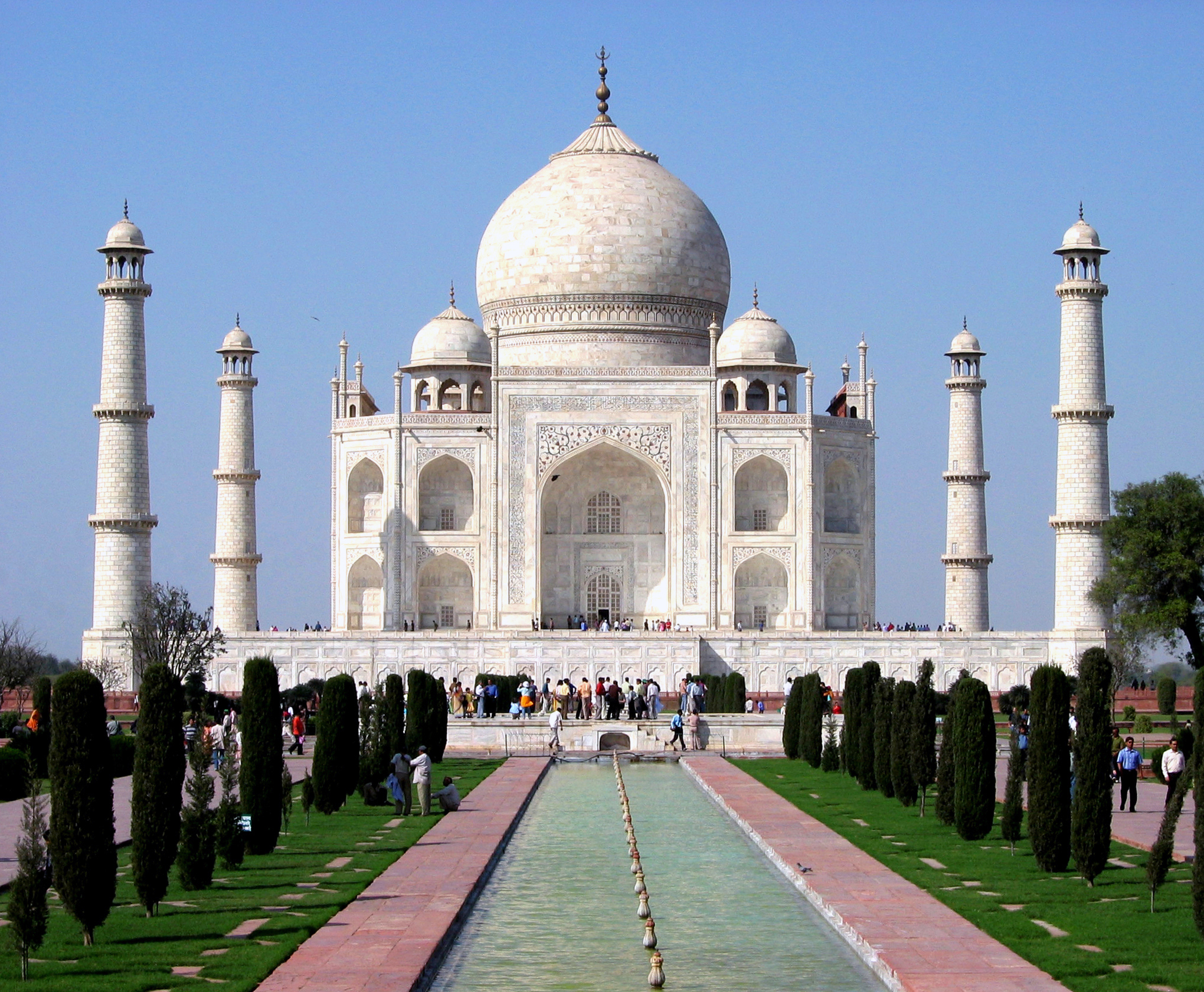
Le Taj Mahal, chef-d’œuvre de l’architecture islamique, achevé en 1648 par Shah Jahan.

Cette période ne se passa pas non plus sans conflits entre musulmans et hindous, qui arrivèrent en fait dans le Sud, comme déjà au temps du sultanat de Dehli, toujours par le biais d'États hindous autonomes qui menèrent régulièrement la guerre contre l’empire moghol. Déjà sous le règne d'Akbar, vers 1568, il y eut un massacre de 30 000 râjputs.
Jahangir succéda en 1605 à Akbar. Fils du grand moghol musulman et d’une princesse râjput, il poursuivit la politique de tolérance de son père, mais son addiction à l’alcool et à l’opium choqua autant les hindous que les musulmans.
Dans le même temps, l’influence perse dans la cour moghole augmenta, contribuant à un apogée des arts et des sciences. C'est ainsi que Shah Jahan, le successeur de Jahangir, fit ériger le Taj Mahal, achevé en 1648, comme mausolée pour sa femme préférée Mumtaz Mahal, et ce bâtiment reste un l’emblème de l’architecture musulmane en Inde. Sur un autre plan, les autorités musulmanes orthodoxes, poussèrent Shah Jahan à sévir contre les hindous et les chrétiens. Mais en même temps, il développa un style de vie luxurieux. Son armée obtint des succès dans la conquête de plusieurs États hindous de l'Inde centrale.
L’opposition entre hindous et musulmans se renforça sous le règne de Aurangzeb, qui renversa son père Shah Jahan en 1657, et comme croyant musulman mena une politique religieuse marquée par l'intolérance. En 1679, il réintroduisit l’impôt religieux (jizya) sur les hindous, ordonna de détruire des temples hindous et interdit des pèlerinages. La charia fut introduite comme fondement du droit de l’empire. Pendant son règne de presque cinquante ans, Aurangzeb se fit de nombreux ennemis, parmi les sikhs du Penjab, les râjputs (après la destitution du vassal hindou de Jaipur) et, dans le Sud, le nouvel empire marathe de Shivaji.
À partir de la mort d'Auranzeb, en 1707, une série de souverains plutôt insignifiants se succédèrent rapidement, tandis que les princes indiens gagnaient en puissance et que les puissances coloniales — d'abord la France, puis la Grande-Bretagne à partir de 1763 — profitaient des oppositions entre les puissances indigènes pour étendre leur propre influence. Malgré le règne plus long de Shah Alam II (r. 1759-1806), l'empire moghol ne fut bientôt plus que l'ombre de lui-même, et se révéla incapable de repousser les incursions des Afghans. L'empereur moghol fut définitivement déposé par les Britanniques en 1858.

### 1858-1947: la souveraineté britannique (Raj)
- Inde britannique : Domination de la Compagnie britannique des Indes orientales en Inde (1757-1858), Raj britannique (1858-1947)

Pendant ce temps, les Britanniques établissaient leur domination de façon systématique, en partant de leurs positions en Bengale, à Madras et à Bombay. Ils prirent Dehli en 1803 (même si l’empire moghol perdura de façon formelle jusqu’à la révolte des cipayes de 1857), et devinrent les maîtres incontestés du sous-continent après leur victoire sur les Marathes en 1818. Ils introduisent la culture et la technologie occidentales, développèrent les infrastructures, et abolirent les peines qui touchaient aussi bien les musulmans que les hindous : empalement, mutilations, immolation des veuves, … L'esclavage, dont ils avaient profité un premier temps, tomba en désuétude sous l'influence des Lumières.
Parallèlement, les institutions d'enseignement islamiques, telles que les madrasas, furent dévalorisées, l'anglais devint la langue officielle à la place du persan (1837) et toute opposition à la domination de l'occupant britannique fut interdite. En 1857-1858, la révolte des Cipayes, réprimée dans le sang, fit de nombreuses victimes aussi bien parmi les musulmans que les hindous. Tous les groupes sociaux possibles participèrent à la révolte et, du côté islamique, ils furent soutenus par des ulémas de premier plan. La révolte marqua cependant un changement dans le système colonial existant, puisque l'East India Company fut remplacée par la Couronne britannique. L'acceptation, en 1877, du titre d'« impératrice des Indes » par la reine Victoria a constitué le premier couronnement de cette politique.
L'influence accrue des Britanniques sur le pouvoir, qui s'est accompagnée d'une « brahmanisation » systématique et d'une préférence pour la population hindoue, a conduit à une nouvelles affirmation de soi parmi les musulmans, ainsi que le renforcement du sentiment identitaire. On vit ainsi apparaître les mouvements de réforme islamique du XIXe siècle, parmi lesquels on citera l'école Deobandi, fondée en 1867, le mouvement Ahl-i Hadith (en) (1864), et les Barelvis. Ils ont en commun d'avoir voulu changer l'islam de l'intérieur. Le mouvement Aligarh, quant à lui, poursuivait l'ambitieux projet d'intégrer la tradition islamique dans le système colonial.

## La contribution musulmane au mouvement indien d'indépendance

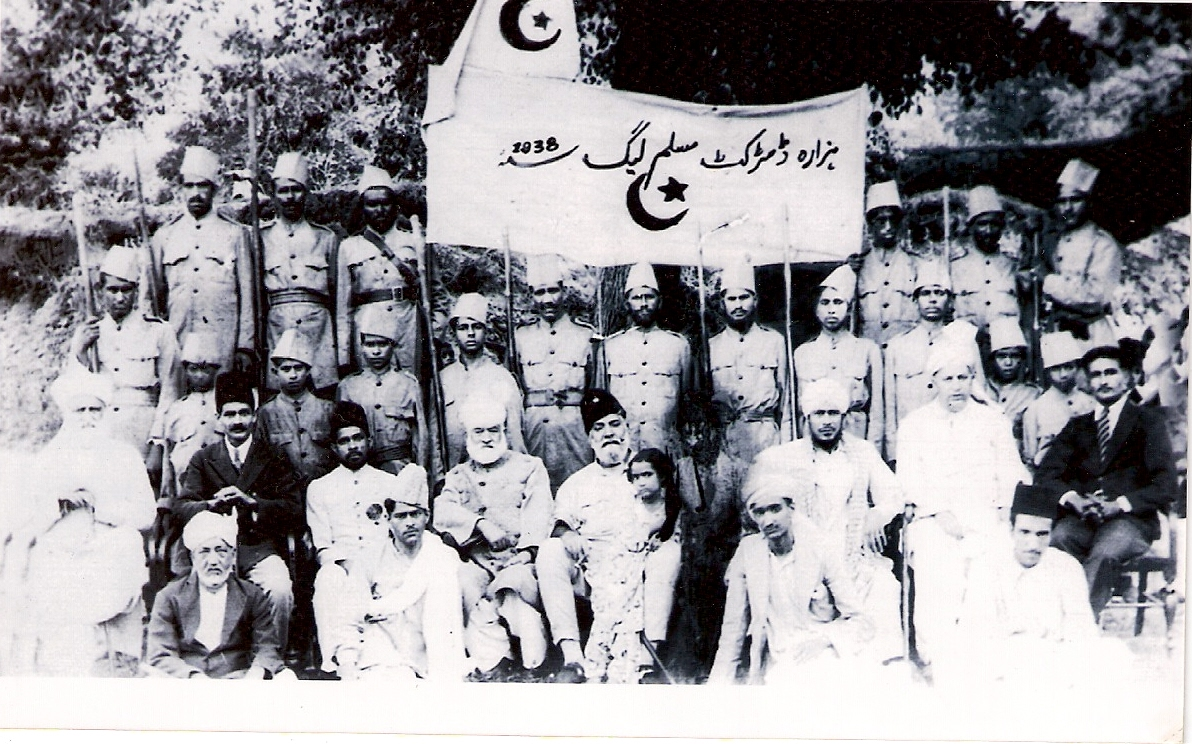
Dirigeants de la Ligue musulmane et soldats. 1938.

La domination britannique a d'une part créé une masse de paysans appauvris par une politique d'exploitation conséquente (la production textile indigène a été ruinée par l'économie coloniale), mais elle a en même temps donné naissance à une bourgeoisie éduquée qui a acquis les idées occidentales dans les écoles créées par les Britanniques et qui a cherché à les utiliser à ses propres fins.
En 1885, Indiens musulmans et Indiens hindous fondèrent ensemble le Congrès national indien (CNI), qui se donna comme objectif l’indépendance de l’Inde. Comme les hindous ont rapidement dominé le CNI, les opposants musulmans à la domination britannique fondèrent en 1906 à Dacca la Ligue musulmane, dirigée par Ali Jinnah jusqu’en 1916. Cette même année, dans le pacte de Lucknow, le CNI et la Ligue musulmane exigèrent clairement l’autonomie pour l’Inde, d'autant plus que les troupes indiennes contribuaient de façon significative à l'effort de guerre des Alliés au cours de la Première Guerre mondiale.

(On notera que le traumatisme chez les musulmans dû à leur perte du pouvoir après 1857 conduisit à un communautarisme renforcé par le communalisme mis en place par le colonisateur britannique, qui opposaient entre elles les différentes communautés pour asseoir son pouvoir (et ce alors même que les Britanniques étaient très inférieurs en nombre. Ce communautarisme eut pour conséquence une participation des musulmans à la vie politique par une entité distincte des non-musulmans, nonobstant la grande variété des identités culturelles des différentes communautés musulmanes d'Inde[pas clair],.)

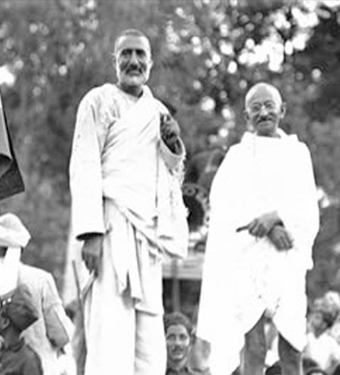
Khan Abdul Ghaffar Khan et Gandhi, 1930. Très lié à ce dernier, refusant la Partition, Khan conduisit l'opposition non-violente contre le Raj.

Les instances dirigeantes de la colonie de la Couronne, qui résidaient depuis 1911 dans l'ancienne ville moghole de Delhi, réagirent toutefois fermement à ces développements. En 1919, le massacre d'Amritsar (en réponse à l'action pacifique de Gandhi) commis par les troupes britanniques fit 379 victimes et quelque 1500 blessés parmi les sikhs, les musulmans et les hindous. Cet événement plaça l'action de Gandhi été au centre de l'attention; mais il faut relever que politiciens musulmans ont également apporté leur contribution au mouvement d'indépendance: on peut citer notamment Abul Kalam Azad qui, le premier, occupera le poste de ministre de l'éducation de la République de l'Inde, Hakim Ajmal Khan, fondateur de la Jamia Millia Islamia (en), première université islamique de l'Inde, Rafi Ahmed Kidwai, qui propagea les idées socialistes, Khan Abdul Ghaffar Khan, qui a consacré sa vie à la lutte non-violente, comme Gandhi, et qui a également passé de longues années en prison, Maulavi Barkatullah, qui fut Premier ministre d'un gouvernement indien en exil en Afghanistan pendant la Première Guerre mondiale et le fondateur du parti Ghadar, Syed Rahmat Shah, également militant du parti Ghadar, pendu par les Britanniques en 1915 pour avoir tenté de renverser le gouvernement, Ali Ahmad Siddiqui, qui connut le même sort en 1917, Vakkom Abdul Khadar, le riche homme d'affaires Umar Subhani de Bombay ; des femmes musulmanes ont également joué un rôle déterminant dans la lutte pour l'indépendance, à l'exemple de Hazrat Mahal qui avait déjà joué un rôle important dans la révolte des Cipayes.

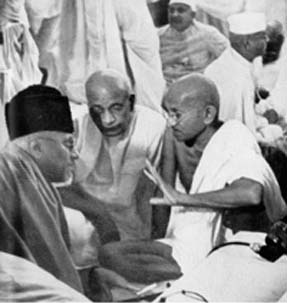
Abul Kalam Azad, leader important du mouvement de l'indépendance indienne, grand défenseur de l'unité hindou-musulmane. (À gauche, avec Sardar Patel et Gandhi. 1940)

Mais des oppositions entre hindous et musulmans se sont progressivement au sein du mouvement d'indépendance, notamment à l'occasion de la Rébellion malabare (en) en 1921 au Kerala, au cours de laquelle plusieurs milliers de musulmans et d'hindous perdirent la vie. C'était là un signe avant-coureur des conflits de 1947. Alors que les dirigeants britanniques étaient de plus en plus sur la défensive dans la question indienne en raison de la popularité de Gandhi, défenseur d'un futur État indien laïc, les musulmans indiens étaient confrontés à la perspective de se retrouver en position minoritaire dans une Inde indépendante. Ils misaient donc de plus en plus sur leur propre État musulman, qui devait être établi dans les régions de l'Inde où ils étaient majoritaires. Compte tenu de la complexité de l'évolution historique, il n'était pas possible de tracer une frontière claire et les projets se heurtèrent à l'opposition des hindous, si bien qu'Ali Jinnah et sa Ligue musulmane décidèrent en 1936 de rompre toute collaboration avec l'INC. La domination de l'INC s'est particulièrement manifestée en 1937, lorsqu'il est sorti vainqueur des élections régionales dans six des onze provinces. En 1940, Ali Jinnah présenta ensuite une « Résolution sur le Pakistan » dans laquelle il exigeait du gouvernement colonial l'indépendance d'un État musulman en Inde à côté d'un État hindou (et qui reprenait la théorie des deux nations de Mohamed Iqbal avec un État distinct pour chacune des deux communautés). Il justifia cette théorie des deux nations par la différence de mode de vie des deux communautés religieuses : 

« Les hindous et les musulmans appartiennent à deux philosophies religieuses, ils ont des coutumes et des littératures différentes. Ils ne se marient pas, ne vivent pas ensemble, et appartiennent en fait à deux civilisations différentes qui reposent principalement sur des idées et des conceptions contradictoires. (…) Associer deux nations de ce type dans un même État, l'une en tant que minorité numérique et l'autre en tant que majorité, ne peut que conduire à un mécontentement croissant et à la destruction finale de tout ce qui peut être ainsi construit pour le gouvernement d'un tel État. »

Cette rhétorique d'Ali Jinnah prend sa source dans les convictions de Mohamed Iqbal (vu comme le premier théoricien du Pakistan), ici mise en critique par V. S. Naipaul :

« L'islam n'a rien à voir avec le christianisme, dit Iqbal. Loin d'être une religion de la conscience et de la pratique privées, l'islam s'accompagne de certains « concepts juridiques ». Ces concepts ont une « dimension civique » et créent un certain type d'ordre social. L' « idéal religieux » ne peut être séparé de l'ordre social. « Par conséquent, la construction d'une république sur des bases nationales [une république indienne laïque], si cela implique la disparition du principe islamique de solidarité, est tout simplement inconcevable pour un musulman. » (…) Ce que dit confusément Iqbal, c'est que les musulmans ne peuvent vivre qu'avec des musulmans.(…) Cela implique que l'univers parfait (…) est purement tribal, soigneusement découpé, chaque tribu dans son coin. Vision parfaitement chimérique. Ce qui en réalité sous-tend cette revendication d'un Pakistan et d'une république musulmane, et qui n'est pas spécifié, c'est le refus par Iqbal de l'Inde hindoue. Ses auditeurs le comprenaient assurément ; et tout comme lui ils avaient une idée concrète de ce qu'ils rejetaient. »

— V.S. Naipaul, Jusqu'au bout de la foi.

Carte de la Partition des Indes en 1947.

La menace du Japon, qui occupait la Birmanie pendant la Seconde Guerre mondiale, apporta certes un certain soutien aux Britanniques, mais la fin de la guerre rendit les exigences de cessation de la colonisation d’autant plus fortes. Les Britanniques se virent donc contraints d'accorder l'indépendance à leurs possessions coloniales indiennes le 15 août 1947, tout en acceptant, conformément aux idées de Jinnah, une division en deux États, le Dominion de l'Inde et le Dominion du Pakistan (celui-ci étant formé de deux entités: le Pakistan Occidental et le Pakistan Oriental, devenus, en 1971, respectivement les actuels Pakistan et Bangladesh.

## Les musulmans dans l’Inde indépendante
La mise en œuvre de la Partition entraîna une brutale escalade des tensions entre hindous et musulmans qui aboutit à des massacres et au déplacement de millions d’hindous et de musulmans : jusqu’en 1963, environ 7,5 millions de musulmans indiens ont fui vers le Pakistan occidental, et 5,5 millions d'hindous vers l’Inde. Pour le Pakistan oriental, on estime qu'il y eut un million de réfugiés musulmans et 3,3 millions de réfugiés hindous. On estime que jusqu'à 750 000 personnes ont perdu la vie dans ces mouvements de réfugiés. Un référendum pour régler le statut du Cachemire a échoué, et des milices pro-pakistanaises se sont soulevées contre le maharadjah pro-indien de cette région Cachemire, ce qui a conduit au premier conflit indo-pakistanais, qui s'est terminé en 1948 par l'établissement d'une ligne d'armistice sous la médiation des Nations unies; mais aujourd'hui encore, le Cachemire reste une pomme de discorde entre l'Inde et le Pakistan. Toujours en 1948, le gouvernement indien a pris les armes contre l'État princier d'Hyderabad, alors dirigé par un souverain musulman; le territoire a été incorporé à l'État indien, et le petit État princier de Junagadh dans la péninsule du Gujarat a connu le même sort.

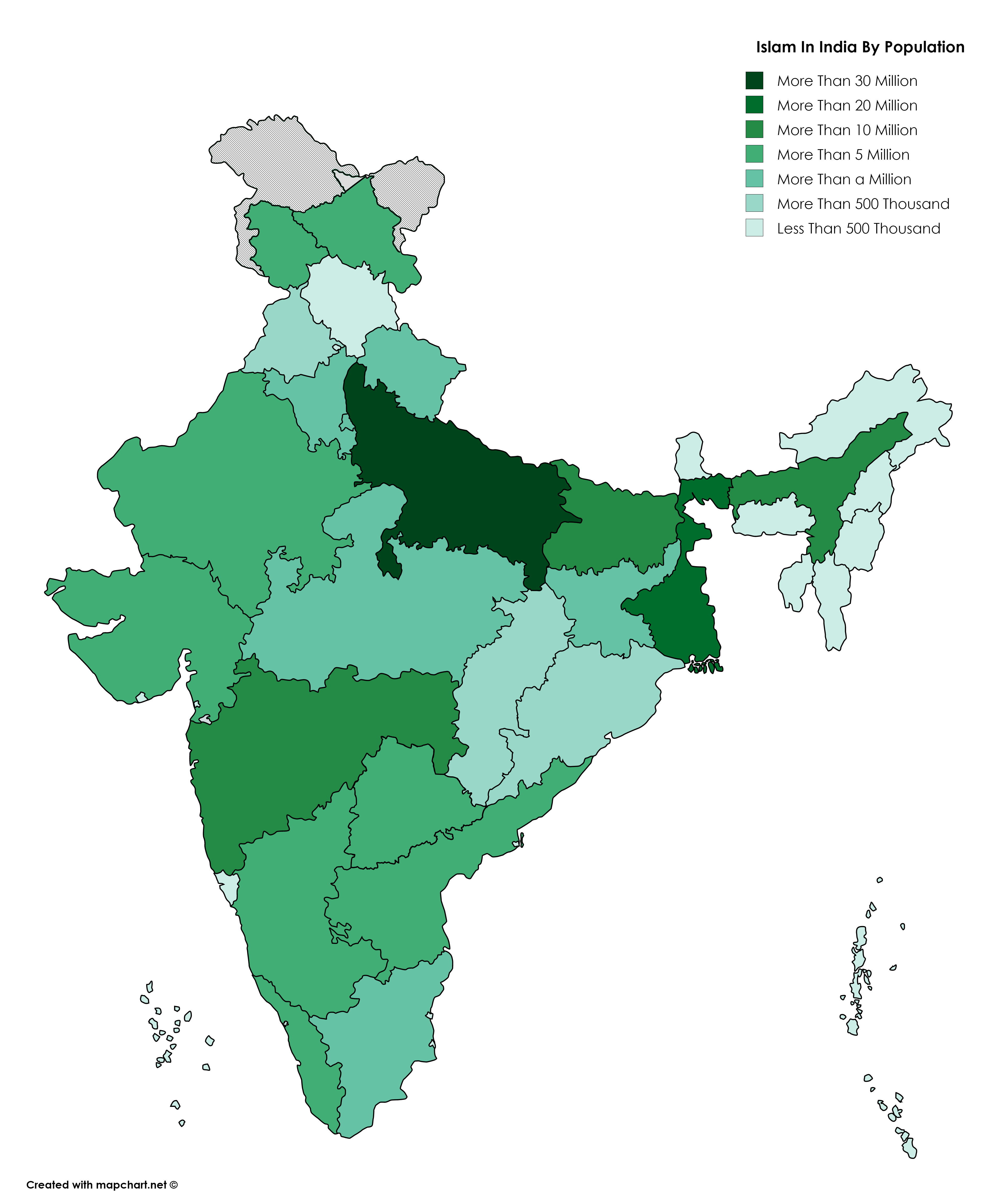
Nombre de musulmans par État indien. (Carte réalisée en 2017)

Au Pakistan, Ali Jinnah est élu président de l’État du Pakistan tandis qu’en Inde, c'est Jawarharlal Nehru qui devient premier ministre et dirige le gouvernement jusqu'en 1964. En tant que leader du Congrès national indien (CNI, parti plutôt laïc), il souhaitait apaiser les conflits religieux. C'est ainsi que la Constitution adoptée en 1950 prévoyait la tolérance religieuse et l'égalité des droits, indépendamment de la foi de chacun.
Cependant, la situation des musulmans en Inde est souvent restée délicate. Ce sont surtout les gens aisés qui ont fui vers le Pakistan voisin (les « muhâjirs »), tandis que restaient en Inde, dans un environnement majoritairement hindou, des musulmans en général moins fortunés, qui étaient souvent l'objet de différents soupçons et les victimes d'agressions.

Des entrepreneurs musulmans réussirent tout de même à assurer un fonctionnement industriel, comme Wipro Technologies, Wockhardt, Himalaya Health Care, Hamdard Laboratories, ou les tanneurs Mirza. Cela suscitait la défiance de beaucoup d’hindous. Malgré tout, la politique de l’Inde démontrait une volonté d’égalité religieuse au travers de gestes politiques symboliques. Ainsi, la vice-présidence de l’Inde fut dans les mains des musulmans de 1967 à 1969 avec Zakir Hussain, de 1974 à 1977 avec Fakhruddin Ali Ahmed, et de 2002 à 2007 avec A. P. J. Abdul Kalam. Dans d’autres domaines de la société indienne aussi, un certain nombre de musulmans réussirent à mener de belles carrières.
Cet effort d'intégration est contrebalancé par la persistance de conflits souvent sanglants. La question du Cachemire et un tracé de frontière peu clair dans la région du Rann de Kutch ont été à l'origine de la deuxième guerre indo-pakistanaise en 1965. En 1971, Indira Gandhi, fille de Nehru devenue première ministre en 1966, intervint dans le conflit entre le gouvernement pakistanais et le Pakistan oriental qui aspirait à l'indépendance. Cela a conduit à une nouvelle guerre entre le Pakistan et l'Inde, qui s'est terminée, grâce à l'aide de l'Inde, par l'indépendance du Pakistan oriental qui devint le Bangladesh. Par après, le gouvernement indien a réussi à créer des relations relativement pacifiques entre musulmans et hindous (aux contraires des tensions entre sikhs et hindous, qui culminèrent dans la prise du Temple d'or d'Amritsar et l'assassinat d'Indira Gandhi en 1984).
Toutefois, dans les années 1990 les conflits entre musulmans et hindous ont connu une nouvelle escalade. Au début de la décennie 1990, le leader hindou Lal Krishna Advani, l'une des figures de proue du Bharatiya Janata Party (BJP), qui prône un retour aux anciennes traditions hindoues, a exigé la démolition de la mosquée de Babri, construite en 1528 par Babur, sous prétexte qu'elle était bâtie sur les vestiges d'un ancien temple hindou. Il s'agissait donc d'élever à la place de la mosquée un nouveau temple hindou sur le site de Ram Janmabhumi (en). Le 6 décembre 1992, une foule fanatisée a pris d'assaut et détruit la mosquée, mais le gouvernement central a interdit la construction d'un temple hindou à cet endroit. De nouveaux troubles ont éclaté en 2002, au Gujarat, lorsque des terroristes ont attaqué un train transportant des pèlerins hindous et que des fanatiques hindous ont répondu par des massacres de musulmans au Gujarat. L'enquête, par la suite, semble avoir montré que l'incendie du train était accidentel : le feu aurait en réalité été déclenché par un mégot ou un réchaud et sans aucune contribution extérieure.
Jusqu'à aujourd'hui, les tensions entre musulmans et hindous restent vives en Inde, ainsi qu'entre le Pakistan et l'Inde, qui sont tous deux des puissances nucléaires. En guise de concession à la forte proportion de musulmans en Inde, ces derniers bénéficient d'une réglementation spécifique en matière de droit de la famille pour le mariage islamique.
Cependant, lors des élections législatives de 2019, seuls 25 musulmans ont été élus, soit 4,6 % de l’assemblée, alors que les musulmans représentent 14,6 % de la population. Par ailleurs, un système de caste très marqué perdure. Dans certaines régions de l’Inde, la société musulmane est organisée en trois groupes sociaux fortement hiérarchisés — bien que différents des castes hindoues : ashrâf, ajlâf et arzâl, eux-mêmes divisés en sous-groupes.
Dans l’État de l'Assam (Nord-Est du pays), les autorités locales mènent en 2021 des opérations de destruction des habitations de paysans sans terre musulmans, soupçonnés d’être des migrants, faisant des morts et laissant de nombreuses personnes sans abris.

## Statistiques de population (2011)

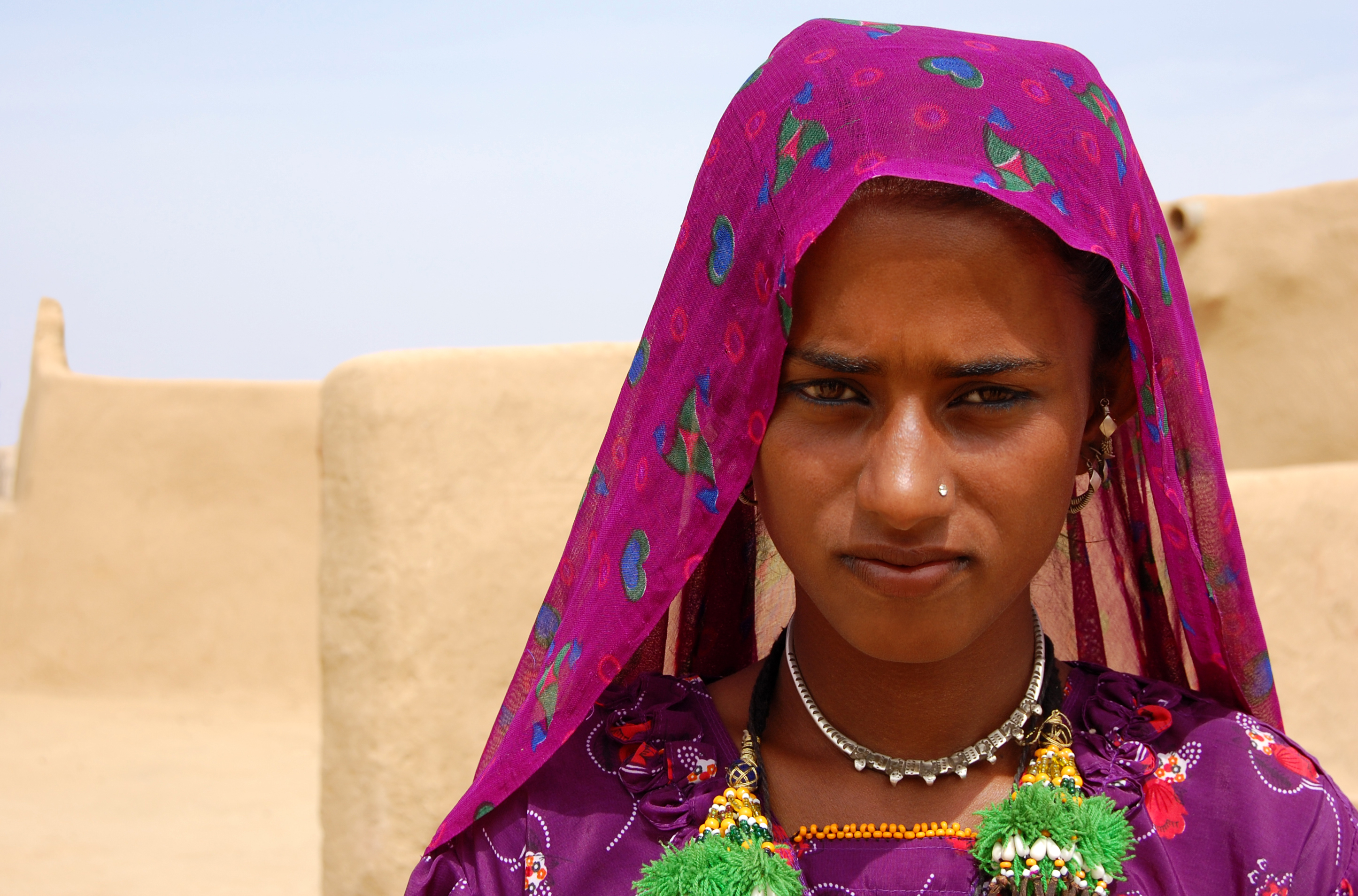
Jeune femme musulmane photographiée dans le désert du Thar, près de Jaisalmer, dans l'État indien du Rajasthan.

Selon le dernier recensement de 2011, les 172,2 millions de musulmans indiens vivent pour la plupart vivent dans les États de l’Uttar Pradesh (38,5 millions, 19%), du Bengale occidental (24,6 millions, 27%), du Bihar (17,6 millions, 16,9%) et du Maharashtra (13 millions, 11,5%). Les musulmans constituent une majorité de la population dans Jammu-et-Cachemire (68 %), et Lakshadweep (97 %). Il existe également de fortes proportions de musulmans en Assam (34 %), au Kerala (38 %) au Bengale occidental (27 %) et au Jharkhand (15 %).